# Union Protestantischer Kirchen von Elsass und Lothringen
Die Union der Protestantischen Kirchen von Elsass und Lothringen  (französisch: Union des Églises protestantes d’Alsace et de Lorraine, abgekürzt UEPAL) ist ein Zusammenschluss der Protestantischen Kirche Augsburgischen Bekenntnisses von Elsass und Lothringen (Église protestante de la Confession d’Augsbourg d’Alsace et de Lorraine, EPCAAL) und der Reformierten Kirche von Elsass und Lothringen (Église protestante réformée d’Alsace et de Lorraine, EPRAL), beides Kirchen mit Status einer Körperschaft des öffentlichen Rechts (établissement public du culte).
Die organisatorische Union wurde per Regierungsdekret vom 18. April 2006 formell gebildet. Am 7. Mai 2006 wurde die Gründung mit einem Festgottesdienst in der Thomaskirche in Straßburg gefeiert. Aufgabe der Union ist es, die Verantwortung für gemeinsame Aktivitäten und die Stärkung der Beziehungen zwischen den beiden evangelischen Kirchen im Elsass und im lothringischen Moseldépartement wahrzunehmen. Die Kirchen können beschließen, einige oder alle ihre Zuständigkeiten an die Union zu delegieren. Beide Kirchen zählen zusammen rund 250.000 Gemeindeglieder, die von 250 Geistlichen betreut werden. Vier Fünftel gehören zur lutherischen EPCAAL, ein Fünftel zur calvinistischen EPRAL. Offizielle Religionsstatistiken gibt es im laizistischen Frankreich nicht, jedoch bekennen sich nach UEPAL-Angaben etwa 17 % der Bevölkerung in diesen drei Départements zum Protestantismus (verglichen zu weniger als 1 % im restlichen Frankreich).
Die beiden Kirchen werden weiterhin ihre eigenen Strukturen beibehalten und Mitglieder ihrer jeweiligen internationalen Organisationen bleiben. Beide Kirchen sind Mitglied in der Fédération protestante de France (FPF), dem Protestantischen Bund von Frankreich.
Bei der ersten Vollversammlung 2006 wurde der ehemalige Dekan der Fakultät für evangelische Theologie an der Universität Straßburg und Präsident der EPCAAL Jean-François Collange zum ersten Präsidenten der UEPAL gewählt. Die Amtszeit beträgt drei Jahre, 2009 wurde Collange im Amt bestätigt. Seitdem Collange 2014 in den Ruhestand getreten ist, amtiert Christian Albecker, der Präsident der lutherischen Teilkirche, auch als Präsident der Union; Präsident der reformierten Teilkirche ist seit 2012 Christian Krieger.

## Belege
1. 1 2  Notre organisation. UEPAL, abgerufen am 16. September 2022 (französisch).